# Ingerophrynus quadriporcatus
Ingerophrynus quadriporcatus es una especie de anfibios de la familia Bufonidae.
Se encuentra en Indonesia, Malasia y Singapur.
Su hábitat natural incluye pantanos, marismas de agua dulce y plantaciones .
Está amenazada de extinción.